# Baie de Buzzards
La baie de Buzzards ou baie Buzzards (anglais : Buzzards Bay) est une baie de l'océan Atlantique située dans le Massachusetts, aux États-Unis. Elle est longue de 45 km et large de 12. C'est une destination très appréciée pour la pêche et la navigation de plaisance. Depuis 1914, elle est reliée à la baie du cap Cod par le canal du cap Cod.
En 1988, en vertu du Clean Water Act, l'Environmental Protection Agency et de l'État du Massachusetts l'ont inscrite au National Estuary Program (en), au titre d'« estuaire d'importance nationale » qui est menacé par la pollution, l'aménagement du territoire, ou la sur-utilisation des ressources.

## Géographie
Elle est entourée par les Elizabeth Islands au sud, le Cap Cod à l'est et le continent au nord-ouest. Au sud-ouest, elle est reliée à la baie de Rhode Island (en). Son principal port est la ville de New Bedford qui était le premier port de pêche à la baleine au monde au début du XIXe siècle.

## Géologie
La baie s'est formée à la fin du pléistocène. Il y a 50 000 à 70 000 ans, les bords de la calotte glaciaire continentale couvrant une grande partie de l'Amérique du Nord ont commencé à fluctuer, ce qui a laissé des moraines qui ont marqué l'extension maximale de la glace. L'une d'elles a formé le Cap Cod, qui en constitue le rivage oriental et ferme la baie.
En plus des moraines, la fonte des glaces a produit de vastes plaines alluviales composées de sédiments mixtes au nord-ouest et à l'ouest et parsemées de kettles.
Jusqu'à la fin de la dernière ère glaciaire, la baie était toujours à sec. La configuration actuelle de la baie avec une faible profondeur, l'action des marées et des ondes de surface, favorise le mélange des eaux estuariennes et crée un écosystème aquatique productif.
Comme de nombreux estuaires, cependant, le développement croissant et l'utilisation intensive des sols par les communautés environnantes sont accompagnés par le ruissellement des nutriments conduisant à l'eutrophisation (une augmentation de la teneur en nutriments conduisant à l'appauvrissement en oxygène).

## Histoire
Le nom de la baie lui a été donné par les premiers colons qui ont vu des buses (buzzard en anglais) près de ses côtes. L'oiseau était en fait un Balbuzard pêcheur dont elle constitue un lieu de vie naturel.
En 1991, la baie fut touchée par les effets de l'onde de tempête associée à l'ouragan Bob.
Le 27 avril 2003, une marée noire y a détruit beaucoup d'élevages de conchyliculture et d'oiseaux lorsque 98 000 gallons de pétrole s'échappèrent d'un pétrolier.

## Îles
Les différentes îles de la baie sont : Amrita Island, Bassetts Island, Bird Island, Elizabeth Islands, Gull Island, Monohansett Island, Onset Island, West Island et Wickets Island.

## Source
- (en) Cet article est partiellement ou en totalité issu de l’article de Wikipédia en anglais intitulé « Buzzards Bay » (voir la liste des auteurs).